# 新宿純愛物語
『新宿純愛物語』は、桑原譲太郎による日本の小説。講談社ノベルス（講談社）より1986年1月に刊行された。
1987年7月には仲村トオル・一条寺美奈の主演による映画版が公開された。

## 既刊一覧

### 新書版
- 桑原譲太郎 『新宿純愛物語』 講談社〈講談社ノベルス〉、1986年1月29日発売[1]、ISBN 4-06-181230-0

### 文庫版
- 桑原譲太郎 『新宿純愛物語』 講談社〈講談社文庫〉、1987年5月14日発売[2]、ISBN 4-06-184028-2

## 映画版
刊行翌年の1987年7月、『ビー・バップ・ハイスクール』で人気を得た仲村トオルと一条寺美奈主演で映画化された。
ヒロインには当初、中山美穂が予定されていた。製作決定を報じた『プレイガイドジャーナル』1987年3月号にも「仲村トオルと中山美穂の出演」と書かれている。併映『恐怖のヤッちゃん』の監督・金子修介が東映本社の岡田茂社長に挨拶に赴いたところ、社長室に仲村トオルと中山美穂のポスターが多数飾られており、金子も「ヒットの相伴に預かれる」と期待したが、撮入直前に中山が降板し、急遽仲村の相手役を公募して一条寺美奈がヒロインに抜擢された。このため興行成績は振るわなかったとされる。渋谷パンテオンでは8週間予定が、2週間で打ち切られ、繰り上がって封切が早まった『ハチ公物語』の都内最大級のキャパでの夏休み上映で、同作のこの年度最大のヒットに寄与した。

### ストーリー
新宿午前11時、幸運も不幸もまとめて招くという愛猫"チャコ"が、屈強な男と美少女を引き合わせる。自称手配中の"浮浪者"一乗寺文麿と、セーラー服のポニーテール娘・尾花マリの出会いだ。マリは文麿と恋に落ちる。だが成り行き任せな文麿の行動は先々で騒動を巻き起こし、挙げ句に金を借りようと立ち寄った暴力金融業者と揉み合いの末、文麿は事務所から一挺のワルサーPPKを強奪してしまう。ヤクザと悪徳刑事たちから追われる羽目となった文麿とマリの逃避行は、文麿を慕う暴走族の南と村田を巻き込み、やがて壮絶な市街戦へとエスカレートしていく。

### スタッフ
- 監督 - 那須博之
- 企画 - 長谷川安弘
- プロデューサー - 黒澤満、青木勝彦
- 原作 - 桑原譲太郎
- 脚本 - 那須真知子
- 撮影 - 浜田毅
- 音楽 - 都志見隆、埜邑紀見男
- 音楽プロデューサー - 高桑忠男、石川光
- 挿入歌 - 仲村トオル&一条寺美奈「新宿純愛物語」
- オープニングテーマ - 仲村トオル「哀しみ無宿」
- エンディングテーマ - 仲村トオル「傷だらけのHAPPINESS」
- サウンドトラック盤発売 - ファンハウス
- 照明 - 安河内央之
- 美術 - 菊川芳江
- 録音 - 橋本文雄
- 編集 - 山田真司
- 技斗 - 高瀬将嗣
- キャスティング - 飯塚滋
- スチール - 久井田誠
- 助監督チーフ - 鹿島勤
- 製作担当 - 川崎隆
- 企画協力 - 斉藤佳雄
- 助監督 - 北浜雅弘、鈴木宏志、中田秀夫
- 製作協力 - セントラル・アーツ
- 製作・配給 - 東映[5]

### キャスト
- 一条寺文麿 - 仲村トオル
- 尾花マリ - 一条寺美奈 (新人)
- 原田ユミ - 五十嵐いづみ

白井組
- 白井寿一 - 松井哲也
- 狂犬四天王・政 - 木村健吾 (新日本プロレス)
- 狂犬四天王・竜 - 大矢健一 (新日本プロレス)
- 狂犬四天王・健 - 瀬木一将
- 狂犬四天王・金田 - 志賀実
- 松宮 - 土岐光明（ビー・バップ軍団）
- 佐山 - 睦五郎
- 鈴村 - 安岡力也
- 田代 - 阿藤海
- 勝間田 - 江夏豊

悪徳刑事
- 田崎 - 大地康雄
- 森下 - 五島やすひろ

他
- 趙方豪
- 南春雄 - 古川勉（ビー・バップ軍団）
- 村田秀夫 - 上野隆彦（ビー・バップ軍団）
- サボイのウェイター・石田 - 石井博泰（ビー・バップ軍団）
- ブティックの店員 - 泉じゅん
- 高山瑛光
- 影山英俊
- 飯島大介
- 溝口拳
- 団巌
- サボイの支配人 - ポール牧[5]

### 製作
『ビー・バップ・ハイスクール』で人気が爆発した仲村トオルは、セントラル・アーツの専属俳優となり、仲村主演の本作、『悲しい色やねん』『六本木バナナ・ボーイズ』など、仲村主演映画が次々と制作された。

#### 脚本
先述の『プレイガイドジャーナル』1987年3月号の作品紹介には「仲村トオル扮する若者が恋した少女（中山美穂）の父親がやくざだったことから、やくざ抗争に巻き込まれる」と書かれているが、仲村と少女のバックグラウンドは割愛されている。脚本の那須真知子は「原作とは全然違う話にしたかったけど、1ヵ月しか時間がなくて痛恨の思い」と述べている。

#### キャスティング
1987年4月9日に東京會舘であった製作発表では、主演仲村トオル・一条寺美奈と発表された。
ヤクザ組織・白井組の狂犬四天王・竜役は、木村健吾と同じく新日本プロレスの越中詩郎が演じる予定だったが、栃木ロケ初日の1987年4月27日午後2時半、木村健吾が栃木に来て、那須監督に「越中が試合で怪我をした」と報告。これを受け、翌4月28日に那須監督がロケ先の宇都宮市から東京に戻り、新日本プロレスに出向いて代役を面接し、当時ヤングライオンだった大矢健一が代役を務めた。那須もスタッフ、マスメディアも大矢を知らず、製作当時の文献には「代役の人」と書かれている。髪を切ってすぐに現場に連れて行き、夕方6時からの撮影に間に合わせた。

#### 撮影
『ビー・バップ・ハイスクール』の超絶アクションで名前を売った那須博之監督だけに、本作もアクションシーンは『ビー・バップ』に引けを取らない迫力。喫茶サボイのウェイター・石田役のビー・バップ軍団・石井博泰が、新宿コマ劇場前で悪徳刑事・森下（五島やすひろ）に投げられ、車のボディに強く背中を叩きつけられるシーンや、都庁の工事現場か大谷資料館かどこかは不明だが、五階建て分の高さぐらいある仮設の階段での格闘や、立体駐車場内での格闘、木村健吾（以下、木村）が操る火焔放射器は、狭い室内で1200℃の炎を振り回すなど危険そうなシーンが続く。脚本の那須真知子は時間がなかったと話しているが、許可取りにも難航したと見られ、ロケハンには時間を掛けた考えられる。一条寺文麿（仲村トオル、以下仲村）は初めて撮影に1億円の保険金をかけた。
尾花マリ（一条寺美奈、以下一条寺）の親友役の原田ユミ（五十嵐いづみ）の出演シーンは冒頭2分とラストの1分のみ。一条寺が悪徳刑事・田崎（大地康雄、以下大地）にセーラー服を破られ、その後も長い時間、大きくはないが胸元をチラチラ露出する。ラストの3分だけ一年後の設定だが、本編は半日にも満たない話。大地に服を破られた一条寺だけ服を着替える。残りは全員同じ服だが、後半工事現場の格闘で泥まみれで汚れた白井寿一（松井哲也、以下松井）の服がラストで綺麗になる。
火焔放射器は本物でタンク込みで重さ30キロもあり、木村も持って走れないほど。火を噴くともの凄く熱く、屋内で火を噴くシーンはかなり危ない。何度も霧吹きで顔を濡らしながらの撮影。マシンガンは複製で、本物は10キロあるが、改造した5キロの物を4丁使った。改造費一丁50万円。レーザーサイトは30万円。拳銃はワルサーPPK。アップ用は七宝焼で、全体に24金のメッキを施した物を2丁。一丁10万円。他にロング用、落としてもいい用、テスト用と計8丁を使い分けた。本物は8連発で、4連発しかスライド出来ない物だが、スライド出来る拳銃を使用したのは日本映画では本作が初めて。拳銃を撃つのに使う火薬の値段は一発500～600円。宇都宮ロケで1000発分の火薬を使い、さらに1000発分の火薬を注文した。戦争映画並みの火薬の使用料。

### ロケ地&撮影記録
タイトル『新宿純愛物語』と謳うだけに新宿駅東口、アルタ付近や、モア通り、伊勢丹、新宿プリンスホテル、新宿コマ劇場など歌舞伎町、新宿駅西口ロータリー、西新宿等、新宿でふんだんにロケが行われている。2023年も現存する建物、店舗としてはホテルオリオン、理容コマなどがある。東京以外では神奈川県、栃木県、新潟県、山梨県でロケが行われた。
1987年4月22日、新宿駅前ロケからクランクイン。4月23日、午前中、オープニングクレジット中に西新宿で仲村がロールスロイスに腰掛けるシーン、一条寺の愛猫が仲村に乗っかるシーンは新宿マルイ本館裏。この一条寺の愛猫が途中からいなくなり、このためヤクザ組織と悪徳刑事コンビから追われる二人が遠くへ逃げれず、愛猫を探すため新宿に留まらなくてはならない設定は上手い。4月25日、歌舞伎町で朝8時半から夕方6時までの撮影。凄いギャラリーで撮影に難航。夜はにっかつ撮影所（以下、スタジオ）でイスでガラスを割るシーンなどの撮影。仲村はビーバップの撮影では毎日ケガの連続だったが、この撮影で初めてケガをする。4月26日、午後からスタジオで白井組の構成員・鈴村（安岡力也）が働く喫茶店「コロブチカ」（以下、「コロブチカ」）での格闘シーン。同店は店名は変更した可能性もあるが、実際にコマ劇場前にあった建物で、外観は実際の建物を映し、店内もセットとは思えないほど大きく、店内の格闘シーンはスタジオのセットか詳細不明。仲村連日のケガ。
4月27日～5月3日、栃木県宇都宮市大谷の砕石場跡地（大谷資料館）でのロケ。トマトやレタスなど水耕栽培を行う地下農場での戦闘シーンの設営にスタッフ総出で、土を掘るのに4トントラックが100往復。仕込み費用1000万円。火炎放射器でドラム缶20本を破裂させたり、命懸けの撮影。5月4日～7日、地下農場での戦闘シーンの前後となる地下工事現場での撮影は劇中「西新宿副都心再開発作業所イ-5」と看板が掛かる実際に都庁予定地の工事現場でも撮影された。地下深くまで工事用の仮設階段が続くシーンで火炎瓶を仲村が2度投げ、仮設階段のまわりに火の手が上がったり、工事用地下トンネルは距離が長いので実際のトンネルを借りたものと見られ、2～3日では撮りきれない量で、エンドタイトルの製作協力として、川崎市水道局と出るため、劇中でも後半のほとんどを占めるアクションシーンは、都庁予定地の工事現場や大谷資料館、スタジオ、川崎などを組み合わせたものと見られる。5月8日、朝8時から深夜まで神奈川県川崎市登戸で下水道シーンの撮影。
5月9日、建築現場で鉄塔が倒れるシーンの撮影。このシーンの鉄塔の向うに新宿プリンスホテルが大きく映るため、都庁か新宿駅近くの工事現場での撮影と見られる。鉄塔が倒れる直前のグラグラしている状態で、松井がかなりの高さからテントに飛び降りる。タイミングを誤れば、地面に叩きつけられていたかもしれない本作中でも屈指の超絶スタント。鉄塔は倒すだけで半日かかり、撮り直しがあり松井はテントに2回飛び降りた。ラストはお互いにシンパシーを感じての仲村と松井のタイマン勝負になるが、松井は背が小さいがさすがにハイキックは高くて速い。5月11日、歌舞伎町のミスタードーナツがあるビルの屋上で格闘シーン撮影。作り物のダクトが大き過ぎてエレベーターに入らず、クレーンで2時間かけて吊り上げた。5月12日、江夏豊がワンシーン登場する白井組の会合シーンは、チラッと横浜中華街らしき絵が映るが、六本木の中華料理店で撮影された。5月13日～14日、宇都宮大谷で撮り直し分の撮影。
5月16日～18日、新潟県新潟市ロケ。エンドクレジットの製作協力として「新潟地下街西堀ローサ」と出るが、当地を新宿の地下街に見立てて、一部盗み撮り（隠し撮り）を含めた仲村と白井組の格闘シーンを撮影した。壁面にイラストが描かれた西堀地下駐車場でバイクの暴走シーンや、火炎瓶を投げたりするアクションもここで撮影された。5月19日、横浜中華街を松井と木村が乗るリムジンの走行シーン撮影とスタジオで仲村の背中が燃えるシーンの撮影。燃えても温度の低いあめ火薬を使用したが、背中から頭に火が移る危険があり、フキカエ（スタントマン）で演る案も出たが、仲村が自分で演ると聞かず、午後2時半から翌朝6時までかかる。5月20日、1階がサラ金屋「ワイルドローン」で2階が白井組事務所での撮影。場所は恵比寿駅南口近く。5月21日、スタジオで仲村と木村の一騎打ちのアクションシーン。途中、台本の変更があり、朝9時から夜中2時まで撮影。5月21日午前、白井組事務所、午後からは冒頭のペットショップでの撮影。夜、新宿で撮影。5月24日、25日、スタジオで最初の頃の2人が逃げ込むスナックのセット撮影。5月26日、白井組事務所での撮影。5月27日、川崎市麻生区新百合ヶ丘の下水道工事現場でトロッコでのアクションシーンの撮影。敵が行き止まりの先に突っ込むプールはスタジオのセットと見られよく出来ている。5月28日、歌舞伎町ディスコ。5月29日「コロブチカ」、仲村と一条寺のキスシーンなど。5月30日、悪徳刑事コンビに一条寺が監禁される病院は実際の新宿の廃病院跡で撮影（病院名は不明）。5月31日～6月4日、仲村のバイクの走行シーンや、新宿アルタ前での撮影と悪徳刑事コンビと一条寺廃病院跡での撮影。オートバイのヘルメットは既に装着義務化されているが、仲村はノーヘルで走行し、仲村と一条寺の二人乗りでも二人ともノーヘルで走行し危ない。
6月6日、歌舞伎町ロケ。6月7日、最初の方で喫茶店で仲村がスパゲッティなどを大食いするシーンは原宿の喫茶店。6月7日、「コロブチカ」。6月9日、バイクで二人乗りするシーンとラブホテルのシーン、夜はアフレコ。6月9日、「コロブチカ」での格闘シーン。6月11日、エンディングの山梨県山中湖。1987年6月12日、新宿駅南口で仲村の歩きシーンを撮りクランクアップ。6月13日、オールラッシュ。撮影53日。
那須監督の映画へのオマージュか、度々映る新宿コマ劇場の周りの映画館で掛かる映画の看板をたくさん映す。新宿プラザ劇場は『トップガン』『愛と青春の旅だち』、新宿東急は『プラトーン』、他に『リーサル・ウェポン』。新宿シネパトスは『クロスロード』。新宿昭和館は『実録・私設銀座警察』『その後の仁義なき戦い』『新網走番外地 さいはての流れ者』の三本立て。コマ劇場は「島倉千代子特別公演」。

### 作品の評価
仲村トオルが公開中にセントラル・アーツの黒澤満と大阪に行き、梅田東映で休憩していたら、館主に「あんたの今の映画、平日の入り見たら寝込むで」と言われた。ショックで、最初は映画の現場が楽しいだけだったが、以後、仲村は映画に対してもの凄く考え込むようになったと話している。
『映画秘宝』は「『ビー・バップ・ハイスクール』の成功で、押しも押されもせぬ『ヒットが約束された監督』になった那須監督だが、仲村トオル主演の和製『ストリート・オブ・ファイヤー』こと『新宿純愛物語』以降、迷走状態に入ることになる」などと評している。高瀬将嗣は『具体的には指摘できないけれど、那須監督の映像作家としてのピークはもう終わったという人も少なくなかった。だから彼の念願の企画だったという『デビルマン』も酷評された」などと評している。

### 同時上映
『恐怖のヤッちゃん』
- 主演 - 山本陽一 / 監督 - 金子修介 / 脚本 - 一色伸幸

### ネット配信
- YouTube「東映シアターオンライン」：2023年9月22日21:00（JST） - 同年10月6日20:59（JST）